# Sten Dunér (företagsledare)
Sten Dunér, född 1951 i Göteborg, var mellan 2010 och 2016 koncernchef i Länsförsäkringar AB.

## Utbildning
Civilekonom.

## Karriär
- 1976  KPMG, Manchester
- 1978  Nordic Bank London
- 1986  Vice VD Stockholm Re
- 1982  Chef Återförsäkring Länsförsäkringar AB
- 1998  CFO Länsförsäkringar AB
- 2010  Koncernchef Länsförsäkringar AB

## Övriga uppdrag
Sten Dunér är ordförande i Svensk Försäkring, styrelseordförande i Länsförsäkringar Bank, Länsförsäkringar Sak AB och styrelseledamot i Fastighets AB Balder.

### Webbkällor
- Länsförsäkringars webbplats www.lansforsakringar.se